# خوسه ویخو
خوسه ویخو (ایتالیایی: José Viejo; ۲ نوامبر ۱۹۴۹ – ۱۶ نوامبر ۲۰۱۴) دوچرخه‌سوار اهل اسپانیا بود.
وی در مسابقات کشوری و بین‌المللی در مجموع برندهٔ ۱ مدال برنز شده‌است.